# 泥涅师师
泥涅师师（7世纪？—700年代），粟特族，8世纪昭武九姓康国（撒馬爾罕）国王，粟特人称之为伊赫什德，698年即位，约死于705年至707年（唐朝神龙年间）。唐代史料称其家族为月氏人，王族温姓。
泥涅师师是笃婆钵提的兄弟或儿子，于698年即位。总的来说，他坚持了笃婆钵提的政策，向中国唐朝称臣，这使得他有可能在699年或700年与突骑施的首领乌质勒结成防御联盟。
据中国史料称，唐中宗神龙年间（705年至707年），他在阿拉伯帝国新一轮入侵河中地区之前去世，他的继任者是其子突昏。